# Arno Stabbert

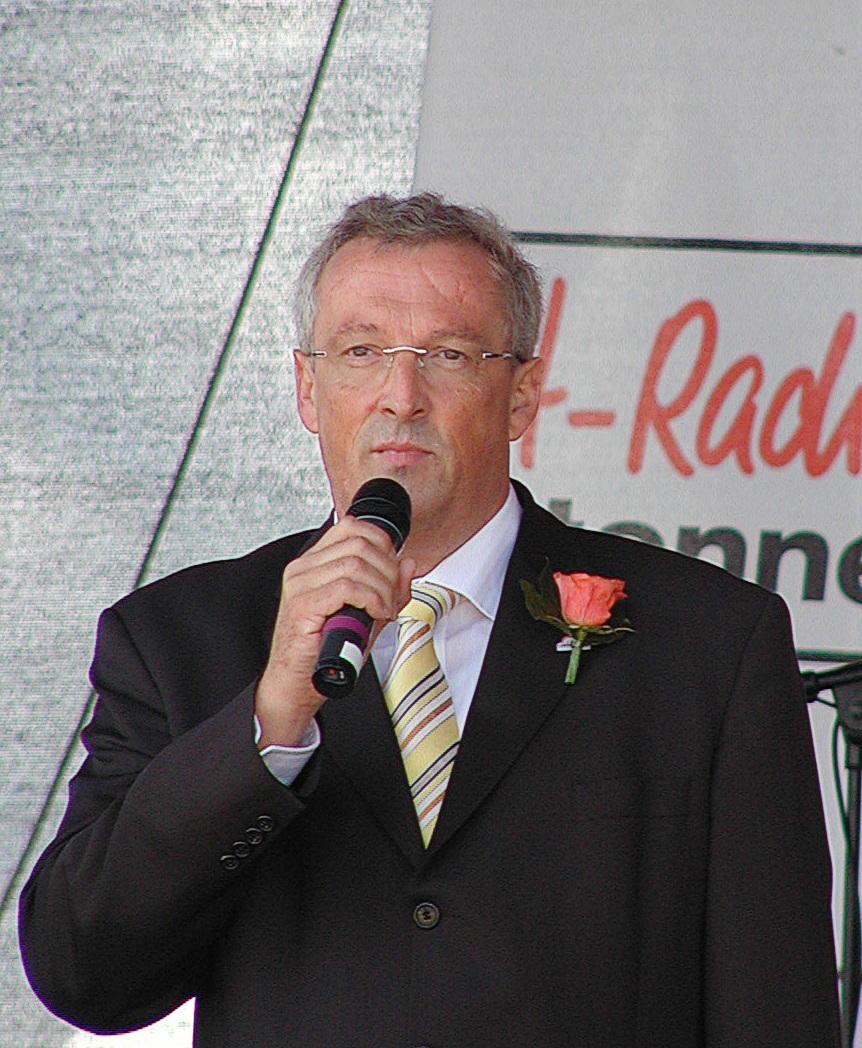
Arno Stabbert bei der Eröffnung des Niedersachsentages 2007 in Cuxhaven

Arno Stabbert (* 31. Dezember 1956 in Cuxhaven) ist ein CDU-Politiker und war von 2005 bis 2011  Oberbürgermeister der Stadt Cuxhaven.

## Leben
Arno Stabbert absolvierte im Jahr 1976 sein Abitur am Amandus-Abendroth-Gymnasium in Cuxhaven. Anschließend trat er in die Polizei Niedersachsen ein und erhielt ab 1976 seine Grundausbildung an der Landespolizeischule Niedersachsen in Hann. Münden. Später besuchte er im Rahmen seiner Polizeiausbildung die Niedersächsische Fachhochschule für Verwaltung und Rechtspflege in Hildesheim sowie Fachhochschulen in Stade und Cuxhaven. Nach seinem Abschluss als Diplom-Verwaltungswirt (FH) im Jahr 1981 war er im gehobenen Dienst der Kriminalpolizei tätig. Weitere Verwendungen waren von 1981 bis 1986 als Wachgruppenleiter in Verden (Aller), danach von 1986 bis 1990 als Gruppenleiter eines mobilen Einsatzkommandos beim Landeskriminalamt Niedersachsen in Hannover und anschließend von 1990 bis 1994 als Dienststellenleiter in Bramsche.
Nachdem Stabbert 1994 die Polizei-Führungsakademie absolviert hatte, war er im höheren Dienst der Kriminalpolizei beschäftigt. Zwischen 1994 und 2002 war er Chef der Kriminalpolizei in Cuxhaven. Von 2002 bis 2004 war Stabbert Referent im Niedersächsischen Ministerium für Inneres und Sport. In den Jahren 2004 und 2005 war er Behördenleiter und Polizeipräsident der Zentralen Polizeidirektion in Hannover.
Am 22. Mai 2005 wurde Arno Stabbert mit einem Ergebnis von 50,5 Prozent im ersten Wahlgang zum hauptamtlichen Oberbürgermeister Cuxhavens gewählt. Von Juni 2005 bis zu den Kommunalwahlen im September 2011 übte er das Amt aus.
Stabbert ist verheiratet und hat zwei Kinder. Er wohnt in Cuxhaven.